# Juglans ailanthifolia
Juglans ailanthifolia eller Juglans ailantifolia är en valnötsväxtart som beskrevs av Élie Abel Carrière. Juglans ailanthifolia ingår i släktet valnötter, och familjen valnötsväxter. Inga underarter finns listade i Catalogue of Life.
Utbredning: Japan (Hokkaido, Honshu, Shikoku, Kyushu), Sachalin; introducerad på Ryukyuöarna, i USA (Massachusetts, Maine, Rhode Island), Estland, Lettland (c), Polen (a), Ukraina (c).

## Bildgalleri

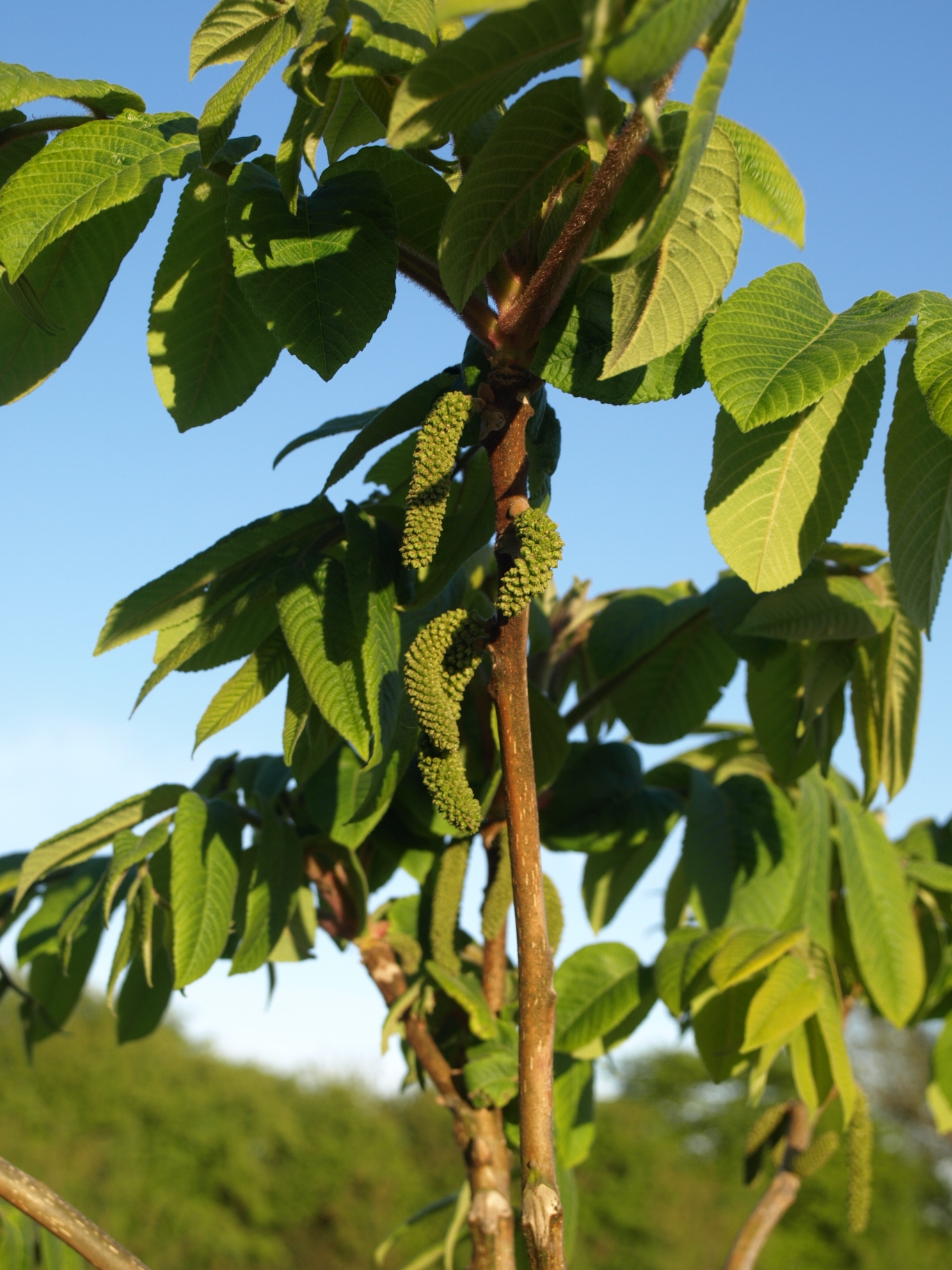